# لورا روبسون
لورا روبسون (بالإنجليزية: Laura Robson)‏ مواليد 21 يناير 1994 في ملبورن، فيكتوريا، هي لاعبة كرة مضرب أسترالية بدأت مسيرتها كمحترفة سنة 2008 تلعب باليد اليسرى وتحتل حالياً المرتبة رقم. 556 (21 فبراير 2016) في تصنيف رابطة محترفات كرة المضرب. هي إحدى بطلات الجراند سلام. أعلى تصنيف لها في الفردي كان المركز الـ 27 في سنة 2013. شاركت في دورة الألعاب الأولمبية الصيفية.

## النهائيات

### الألعاب الأولمبية: 1 (0–1)

#### الزوجي المختلط: 1 (0–1)
| النتيجة | السنة | البطولة       | السطح | الشريك     | المنافس                      | النقاط           |
| ------- | ----- | ------------- | ----- | ---------- | ---------------------------- | ---------------- |
| الوصافة | 2012  | أولمبياد لندن | عشب   | أندي موراي | فيكتوريا أزارينكا ماكس ميرني | 6–2, 3–6, [8–10] |

## الميداليات
| الميدالية | المسابقة                       |
| --------- | ------------------------------ |
| فضية      | الألعاب الأولمبية الصيفية 2012 |

## روابط خارجية
- لورا روبسون على موقع رابطة محترفات التنس (الإنجليزية)
- لورا روبسون على موقع الاتحاد الدولي لكرة المضرب (الإنجليزية)
- لورا روبسون على موقع كأس بيلي جين كينغ (الإنجليزية)
- لورا روبسون على موقع بطولة ويمبلدون (الإنجليزية)
- لورا روبسون على موقع إي إس بي إن.كوم (الإنجليزية)
- لورا روبسون على موقع اللجنة الأولمبية الدولية (الإنجليزية)
- لورا روبسون على موقع أوليمبيديا (الإنجليزية)
- لورا روبسون على موقع اللجنة الأولمبية البريطانية (الإنجليزية)